# Melanonaclia lugens
Melanonaclia lugens är en fjärilsart som beskrevs av Charles Oberthür 1893. Melanonaclia lugens ingår i släktet Melanonaclia och familjen björnspinnare. Inga underarter finns listade i Catalogue of Life.